# Arbeitsgemeinschaft Vaterländischer Jugendverbände
Die Arbeitsgemeinschaft Vaterländischer Jugendverbände (AVJ) war ein Dachverband von soldatisch orientierten Jugendverbänden in Deutschland in der zweiten Hälfte der 1950er Jahre.

## Geschichte
Die AVJ wurde Januar 1956 in Bückeburg gegründet. Obwohl der AVJ zur Durchführung gemeinsamer Aktivitäten gegründet worden war, kamen diese nie zustande. Schon nach kurzer Zeit zogen sich die Marine-Jugend und die Deutsche Jugend im Verband deutscher Soldaten aus der Arbeitsgemeinschaft zurück.
Nach einem erzwungenen Kurswechsel im Deutschen Jugendbund Kyffhäuser, dem größten Mitgliedsverband, löste sich die AVJ Anfang der 1960er Jahre auf; der zugehörige Erwachsenenverband Kyffhäuserbund hatte zuvor die Führung des Jugendbundes wegen rechtsextremer Orientierung ausgeschlossen.

## Ideologie
Die Mitgliedsorganisationen der AVJ standen „in der Tradition der deutschnationalen-vaterländischen Jugendverbände der Weimarer Republik“, Kern ihrer Arbeit war die „Pflege soldatischer Haltungen und Tugenden“, Hauptinhalt dementsprechend die vormilitärische Ausbildung.
Kennzeichnend für die Ausrichtung der AVJ war die „Überzeugung, soldatische Sekundärtugenden und ein diffuser Gemeinschafts- und Vaterlandsbegriff müßten Leitbegriffe für die politischen Orientierungen der westdeutschen Bevölkerung werden und könnten handlungsanleitend für politische Konfliktlösungen sein.“ Diese Überzeugung äußerte sich unter anderem in antidemokratischen Positionen, einem fanatischen Antikommunismus und der Verleugnung deutscher Kriegsverbrechen im Zweiten Weltkrieg. Nationalsozialistische Offiziere wie Hans-Ulrich Rudel, Karl Dönitz, Otto Ernst Remer oder Eduard Dietl wurden als Helden verehrt.
Für die Zeit zwischen 1956 und dem Anfang der 1960er Jahre steht für Peter Dudek und Arno Klönne eine rechtsextreme Orientierung der AVJ fest. Nach Dudek hat sich diese Orientierung nach der Auflösung der AVJ bei den ehemaligen Mitgliedsorganisationen abgeschwächt, die noch bestehenden Gruppen stufte er 1985 nicht mehr als rechtsextrem ein.

## Mitglieder
In den sieben Mitgliedsorganisationen waren 1956 etwa 10.000 Kinder und Jugendliche organisiert; alle Mitgliedsorganisationen waren von Erwachsenenverbänden abhängig, die Gruppen wurden in der Regel von Erwachsenen geführt.
- Deutscher Jugendbund Kyffhäuser
- Deutsche Jugend im Verband deutscher Soldaten
- Jugendkorps Scharnhorst und Jungstahlhelm
- Bismarckjugend
- Marine-Jugend
- Fallschirmjäger-Jugend

Dem Deutschen Jugendbund Kyffhäuser waren mehrere korporative Mitglieder angeschlossen, unter ihnen der Jungsturm und der Jungdeutschlandbund, die beide gleichzeitig auch Mitglied im ebenfalls rechtsextremen Kameradschaftsring Nationaler Jugendverbände waren.